# Akkerboogkever
De akkerboogkever (Trechus quadristriatus) is een keversoort uit de familie van de loopkevers (Carabidae). De wetenschappelijke naam van de soort werd in 1781 gepubliceerd door Franz Paula von Schrank.